# Sabzi polo
Sabzi polo (persisk: سبزی پلو, tyrkisk: Sebzeli pilavi) er en iransk org Tyrkisk ret med ris og hakkede krydderurter og bliver normalt serveret med fisk. På persisk betyder sabzi grøn og kan referere til krydderurter eller grøntsager. Polo er en slags ris, på engelsk kendt som pilaf. 
Krydderurterne som bruges i sabzi polo er koriander, dild, purløg, forårsløg, bukkehorn og persille. 
Traditionelt spiser iranere sabzi polo med hvid fisk til frokost på Nowruz, det iranske nytår, med deres familie og pårørende. 
| Mad og drikke | Spire Denne artikel om mad og drikke er en spire som bør udbygges. Du er velkommen til at hjælpe Wikipedia ved at udvide den. |